# 春風 (初代神風型駆逐艦)
|          |                                                                                  |
| 艦歴     |                                                                                  |
| 計画     | 明治37年度臨時軍事費                                                             |
| 起工     | 1905年2月16日                                                                    |
| 進水     | 1905年12月25日                                                                   |
| 就役     | 1906年5月14日                                                                    |
| その後   | 1912年8月28日三等駆逐艦 1924年12月1日掃海艇編入 1928年7月6日廃駆逐艦第14号と仮称 |
| 除籍     | 1928年4月1日                                                                     |
| 廃船     | 1929年1月31日                                                                    |
| 性能諸元 |                                                                                  |
| 排水量   | 常備：381t 満載：450t                                                            |
| 全長     | 69.2メートル                                                                     |
| 全幅     | 6.6メートル                                                                      |
| 吃水     | 1.8メートル                                                                      |
| 機関     | レシプロエンジン2基2軸、6,000hp                                                  |
| 最大速力 | 29ノット                                                                         |
| 航続距離 | 11ノット/850カイリ                                                               |
| 乗員     | 70人                                                                             |
| 兵装     | 80mm（40口径）単装砲 2門 80mm（28口径）単装砲 4門 450mm魚雷発射管 2門            |

春風（はるかぜ）は、大日本帝国海軍の駆逐艦で、神風型駆逐艦 (初代)の9番艦である。同名艦に神風型駆逐艦 (2代)の「春風」があるため、こちらは「春風 (初代)」や「春風I」などと表記される。

## 艦歴
1905年（明治38年）2月15日、命名（製造番号第9号）。翌日2月16日、神戸川崎造船所で起工。同年12月20日、駆逐艦に類別。同年12月25日進水。1906年（明治39年）4月15日、竣工。
第一次世界大戦では、シンガポール方面の警備に従事した。
1924年（大正13年）12月1日、掃海艇に編入。1928年（昭和3年）4月1日、除籍。同年7月6日、廃駆逐艦第14号と仮称。1929年（昭和4年）1月31日、廃船。

## 艦長
※『日本海軍史』第9巻・第10巻の「将官履歴」及び『官報』に基づく。
駆逐艦長
- 金子忠吉 大尉：1906年4月27日 - 12月20日
- （兼）小泉親治 大尉：1906年12月20日 - 1907年1月18日
- 上瀧羽金 大尉：1907年1月18日 - 12月18日
- 佐久間勉 大尉：1907年12月18日 - 1908年4月20日
- （兼）吉永武之 大尉：1908年4月20日 - 9月25日
- 石川庄一郎 大尉：1908年9月25日 - 12月23日
- （兼）吉永武之 大尉：1908年12月23日 - 1909年2月1日
- 石川庄一郎 大尉：1909年2月1日 - 1910年4月28日
- 田辺栄次郎 大尉：1910年4月28日 - 12月1日
- 森岡喜作 大尉：1910年12月1日 - 1911年12月1日
- 市村久雄 大尉：1911年12月1日 - 1913年12月1日
- 村上正之助 大尉：1913年12月1日 - 1915年12月13日
- 坪井丈左衛門 大尉：1915年12月13日 - 1917年8月23日
- 畠山義赴 大尉：1917年8月23日 - 1919年12月1日[9]
- 佐倉武夫 大尉：1919年12月1日 - 1921年12月1日
- 横山茂 大尉：1921年12月1日[10] - 1922年1月10日[11]
- 杉山六蔵 大尉：1922年1月10日 - 1922年12月1日
- 山口常太郎 大尉：1922年12月1日[12] - 1923年5月10日[13]
- 長谷部喜蔵 大尉：1923年5月10日[13] - 1924年12月1日[14]

掃海艇長
- 床井春吉 大尉：1924年12月1日[14] - 1926年2月1日[15]
- 森本信一 少佐：1926年2月1日[15] - 1926年12月1日[16]